# Blinde haai
De blinde haai (Brachaelurus waddi) is een vis uit de familie van de blinde haaien (Brachaeluridae) en de enige soort van het geslacht Brachaelurus. De vis komt voor in het subtropische zuidwesten van de Grote Oceaan in de buurt van Queensland en New South Wales. De vis is niet blind, is ovipaar, leeft op diepten tot 140 meter en kan een lengte bereiken van 1,22 m. In gevangenschap worden ze wel 20 jaar oud. De naam heeft de vis te danken aan het feit dat de ogen zich sluiten als de vis uit het water wordt gehaald.